# Kloster Tempzin
Kloster Tempzin è un comune della Germania, nello stato del Meclemburgo-Pomerania Anteriore.

## Storia
Il comune di Kloster Tempzin venne creato il 1º gennaio 2016 dalla fusione dei comuni di Langen Jarchow e di Zahrensdorf.